# Marie-Thérèse Figueur
Pour les autres significations, voir Madame Sans-Gêne et Madame Sans-Gêne (homonymie).
Marie-Thérèse Figueur dite « Madame Sans-Gêne » est une célèbre soldate française, née le 16 janvier 1774 à Talmay et morte le 4 janvier 1861, à l'hospice des Petits-Ménages dans le 7e arrondissement de Paris.
Elle s'engage comme cavalière dans l'armée française durant la Révolution, et participe à de nombreuses campagnes militaires de la République puis de l'Empire.
Elle y gagne son surnom de « Sans-Gêne » en référence à son courage sur le champ de bataille.

## Biographie
Fille de François Figueur, meunier, et de Claudine Viard, Marie-Thérèse Figueur est orpheline de mère à la naissance puis perd son père à l'âge de neuf ans. Sa belle-mère ne souhaitant pas s'occuper de l'enfant, elle est confiée à un frère de sa mère, Joseph Viard, sous-lieutenant de Dienne-Infanterie, qui se retire du service avec le grade de capitaine et la croix de la Légion d'honneur.
Le 9 juillet 1793, alors qu'elle a à peine dix-neuf ans, son tuteur l'autorise à s'engager comme cantinière dans la Légion des Allobroges commandée par le colonel Pinon, d'où elle passe successivement au 15e et au 9e régiment de Dragons. Elle fait dans cette arme toutes les campagnes de la République et de l'Empire.
Elle y gagne son surnom de « Sans-Gêne », en référence à son courage et à sa carrière aventureuse.
La même année, un décret du Comité de Salut public interdit le service militaire des femmes. Ses officiers de l’armée des Pyrénées signent alors une pétition afin qu'elle puisse obtenir une exception. Grâce à celle-ci, elle peut alors continuer sa carrière dans l'armée,.
Ses états de service indiquent qu'elle participe notamment à la plupart des campagnes de l'an II (1792) à l'an VIII (1798) aux armées du Rhin, d'Allemagne et d'Helvétie. Au combat de La Fonderie, en l'an III, elle sauve la vie du général Nouguez, grièvement atteint d'une balle à la tête. Elle est blessée au siège de Toulon en 1793, reçoit quatre coups de sabre à la bataille de Savigliano le 13 brumaire an VIII (4 novembre 1799).
Elle a successivement trois chevaux tués sous elle, et est faite deux fois prisonnière. Elle participe également aux batailles d'Ulm, d'Austerlitz et d'Iéna.
Très appréciée de ses supérieurs, elle est citée en ces termes dans une lettre adressée en 1811 par le général Quesnel au colonel du régiment des gardes nationales de la garde impériale :

« Monsieur le colonel, la nommée Thérèse Figueur servait au 15ème régiment des dragons sous le nom de Sans-Gêne. Je l’ai connue à l’armée des Pyrénées-Orientales où ce régiment était sous mes ordres. Pendant les campagnes de cette armée, elle s’est conduite en honnête femme et en brave dragon. Dans plusieurs occasions, j’ai été témoin de sa bravoure. Maintenant qu’elle est et appartient à votre régiment, je la recommande à votre bienveillance ; sa conduite militaire est digne d’éloges au dessus de son sexe. »

En 1815, après avoir été prisonnière en Angleterre, elle assiste à une revue en uniforme de chasseur devant l'empereur Napoléon, qui la distingue. Elle prend sa retraite peu après. En juillet 1818, elle épouse Clément Joseph Melchior Sutter, ancien soldat, qui était aussi son ami d'enfance.
Elle meurt le 4 janvier 1861 à l'hospice des Petits-Ménages à Paris, à l'âge de 85 ans.

## Postérité

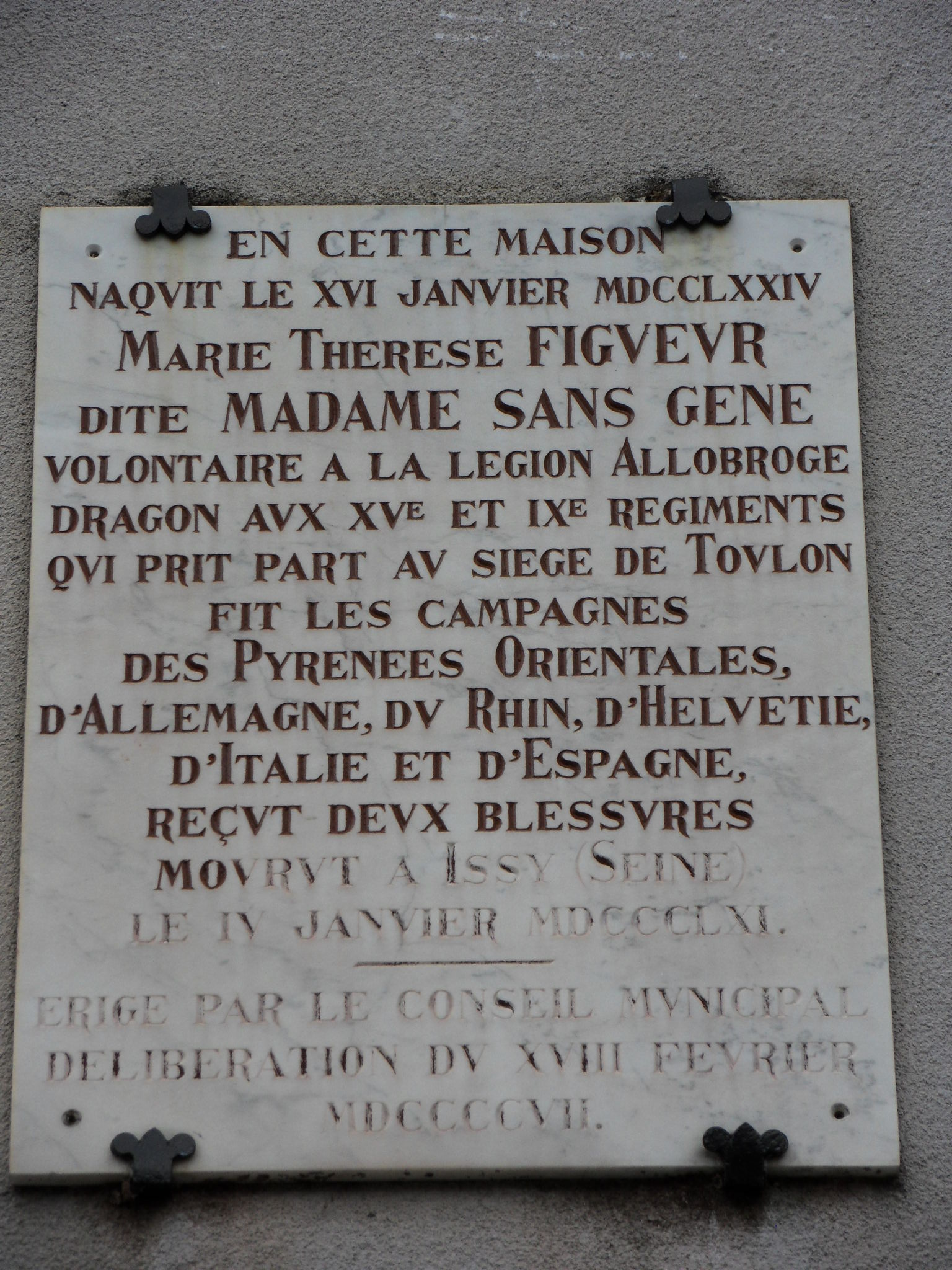
Plaque commémorative de la naissance de Thérèse Figueur à Talmay, en Côte-d'Or.

Son souvenir s'est presque effacé des mémoires lorsque  Victorien Sardou lui donne un regain de popularité en créant au théâtre du Vaudeville sa comédie Madame Sans-Gêne (1893) mais choisissant, pour des raisons dramaturgiques, d'attribuer ce surnom à la maréchale Lefebvre, Catherine Hubscher.
Les Mémoires de Marie-Thérèse Figueur sont publiées une première fois en 1842 sous le titre Les Campagnes de mademoiselle Thérèse Figueur, aujourd'hui madame veuve Sutter, ex-dragon aux 15e et 9e régiments, de 1793 à 1815, écrites sous la dictée par Saint-Germain Leduc, chez Dauvin et Fontaine.
Ils ont les honneurs d'une seconde édition en 1894 à la suite du succès de la pièce de Sardou.